# Rüsselsheim am Main
Rüsselsheim am Main (dénommée jusqu'au 30 juillet 2015 Rüsselsheim) est une ville allemande située entre les villes de Mayence (Rhénanie-Palatinat) et Francfort-sur-le-Main (Hesse) au sein de la région Rhin-Main.
Rüsselsheim est la plus grosse ville de l'arrondissement de Groß-Gerau. Elle se situe sur les bords du Main à quelques kilomètres de sa jonction avec le Rhin à Mainz-Kostheim, quartier de la ville de Wiesbaden.
La ville a une certaine notoriété internationale grâce au constructeur automobile allemand Opel qui a son siège social et une usine sur place (environ 10 000 personnes y travaillent).

## Histoire
| Appartenances historiques Comté de Katzenelnbogen 1323–1479 Landgraviat de Haute-Hesse 1479–1500 Landgraviat de Hesse 1500–1567 Landgraviat de Hesse-Darmstadt 1567–1806 Grand-duché de Hesse 1806–1918 République de Weimar 1918–1933 Reich allemand 1933–1945 Allemagne occupée 1945–1949 Allemagne 1949–présent |

L'origine de Rüsselsheim remonte à une colonie franque établie dans la première moitié du VIe siècle. La première mention documentée de la ville sous le nom de "Rucilesheim" (ce qui signifie "la maison de Rucile") dans un inventaire des droits de jouissance royaux a lieu aux alentours de l'an 840.
En 1435, le comte Jean IV de Katzenelnbogen est le premier viticulteur de riesling connu. Il construit un château à Rüsselsheim et agrandit le vignoble existant. Au Moyen Âge, le château est entouré de vignobles. La viticulture disparaît après la Première Guerre mondiale mais en 1980 le maire (le Dr Storsberg) inaugure un nouveau vignoble à la mémoire de ce qui fut le berceau du riesling.
En 1829, la population de la ville s'élève à 1 422 habitants, par la suite elle double sur la période de 1875 à 1914 pour passer de 3 500 à 8 000. Avant la Seconde Guerre mondiale, 16 000 personnes vivent à Rüsselsheim et seulement 9 500 à la fin du conflit. Du fait de la rapide reconstruction de la ville, de l'arrivée d'expatriés venus des anciens territoires allemand en Europe de l'Est (Heimatvertriebene) puis du recours à une immigration importante, notamment pour l'usine d'Opel, la population atteint le niveau record de 63 000 habitants en 1978. La proportion d'étrangers au sein de la population est de 23,1 % en date du 30 juin 2014.
Le nom de la ville a évolué au fil du temps :
- 764/5 Rucile(n)sheim
- avant 1130 Ruozcelenesheim
- 1336 Ruzelnsheim
- 1275 Ruozelsheim
- 1640 Ruselsem
- 1840 Rüsselsheim
- 2015 Rüsselsheim am Main

Rüsselsheim s'est agrandie par incorporations successives de villages dans la commune
- 1er avril 1951 : Haßloch (avec 737 habitants à ce moment-là)
- 1er juillet 1956 : Königstädten (avec alors 2 537 habitants)
- 1er mai 1970 : Bauschheim (avec 2 874 habitants)

## Politique

### Maires
- 1954-1965 Dr Walter Köbel, SPD
- 1966-1981 Karl-Heinz Storsberg, SPD
- 1981-1994 Norbert Winterstein, SPD
- 1994-1999 Ottilia Geschka, CDU
- 2000-2011 Stefan Gieltowski, SPD
- 2012-2017 Patrick Burghardt, CDU
- Depuis le 1er janvier 2018: Udo Bausch, sans étiquette

### Jumelages
Depuis 1961, Rüsselsheim participe à un programme international de jumelages. Des échanges culturels et sportifs ont lieu avec les quatre villes partenaires issues de différents pays d'Europe.
- Évreux (France) depuis 1961
- Rugby (Angleterre) depuis 1977
- Varkaus (Finlande) depuis 1979
- Kecskemét (Hongrie) depuis 1991

À noter que chacune des villes partenaires a une rue à son nom parmi les plus grandes artères de la ville de Rüsselsheim.
La tentative de partenariat avec la ville turque de Bodrum, pour le cinquième jumelage, a échoué.

## Transport

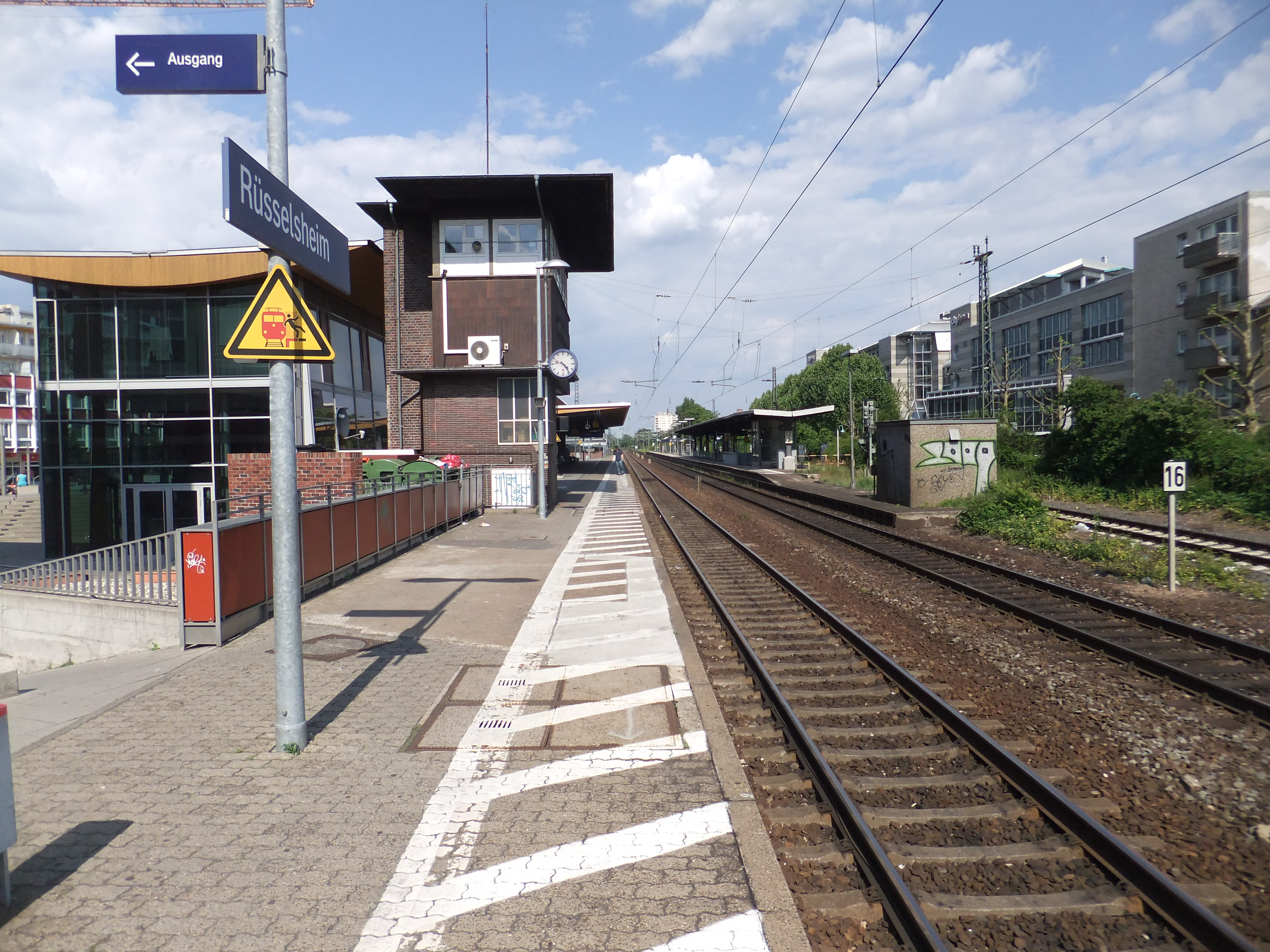
La gare de Rüsselsheim

Le S-Bahn Rhin-Main dessert les deux gares de la ville : Rüsselsheim et Rüsselsheim-Opelwerk via deux lignes (S8 et S9) reliant ainsi directement la ville à Mayence, Wiesbaden, Hanau, Offenbach-sur-le-Main et Francfort-sur-le-Main ainsi qu'à l'Aéroport de Francfort-sur-le-Main.
La Bundesstraße 43 relie Rüsselsheim à Mayence et Francfort-sur-le-Main et donne aussi l'accès à la Bundesautobahn 3.

## Personnalités liées à la ville
- Adam Opel (1837–1895), fondateur de l'entreprise automobile Opel
- Klaus Fuchs (1911–1988), physicien
- Norbert Blüm (1935–2020), homme politique et ministre fédéral du Travail
- Mero (2000-...), rappeur allemand